# ملعب هانجا روا
ملعب هانجا روا (بالإنجليزية: Estadio de Hanga Roa)‏ هو ملعب كرة قدم يقع في هانجا روا، جزيرة القيامة، تشيلي، يتسع لـ 2,500 متفرج.